# Толкачова Марія Юріївна
Марія Юріївна Толкачова (нар. 8 серпня 1997 року) — російська гімнастка, триразова чемпіонка світу, триразова чемпіонка Європи, дворазова чемпіонка Європейських ігор, олімпійська чемпіонка (2016) в групових вправах. Заслужений майстер спорту.

## Кар'єра
Марія Толкачова народилася 8 серпня 1997 р. в Жуковському Московської області. Художньою гімнастикою почала займатися в спортивній школі Орєхово-Зуєво у Крилової Валентини Олександрівни. У 2007 році перевелася до тренерки Тетяни Головіної. З 2012 року займається у Ганни Дяченко в Центрі олімпійської підготовки.
У 2014 році Марія Толкачова стала чемпіонкою Європи і світу в групових вправах.

## Нагороди
- Орден Дружби (25 серпня 2016 року) — за високі спортивні досягнення на Іграх XXXІ Олімпіади 2016 року в місті Ріо-де-Жанейро (Бразилія), проявлену волю до перемоги [2].